# Josefa de Jovellanos
Josefa de Jovellanos y Jove Ramírez (Gijón, 4 de junio de 1745-Gijón, 7 de junio de 1807) fue una poetisa española considerada una de las más importantes poetisas en lengua asturiana.

## Biografía
Hija de Francisco Gregorio de Jovellanos (1706-1779) y Francisca Apolinaria de Jove-Ramírez de Miranda (descendiente del marqués de San Esteban y de los marqueses de Valdecarzana). Uno de sus hermanos mayores era Gaspar Melchor de Jovellanos.
Tras una infancia feliz junto con sus ocho hermanos mayores, uno de ellos Jovellanos, se casa aún muy joven, con Domingo González de Argandona, procurador general de las Cortes de Asturias. Jovellanos convence a la familia de la bondad de este matrimonio. La pareja se tiene que trasladar forzosamente a Madrid, donde su marido se convirtió en un importante contacto para Gaspar de Jovellanos. El matrimonio tuvo tres niñas: Vicenta y María Isabel, que murieron siendo niñas, y Gertrudis, que murió poco después de que lo hiciera su padre, en 1774.
En dos años su vida da un giro de ciento ochenta grados. En 1772 reside en la madrileña calle de Atocha, junto con su marido, y es anfitriona de la intelectualidad de la corte. Es una esposa felizmente casada y embarazada de su segunda hija, Isabel. En 1774 falleció su marido, dejándola viuda con veintiocho años, y su hermana Juana Jacinta.
La hermana pequeña de Jovellanos, traslada las cenizas de su marido a su Asturias natal. Y en 1779, asiste a la muerte prematura de sus otras dos hijas, y a la de su madre. Las desgracias la vuelven piadosa, atenta a las miserias sociales que observa a su alrededor. Se dedica a instruir a desamparados y a diversas obras de caridad. Adquiere un importante papel como educadora, reafirmándola como una dama ilustrada de su tiempo. Encontró su paz espiritual en el Monasterio del Santísimo Sacramento y Purísima Concepción, de la Orden de Monjas Agustinas Recoletas, en el barrio de Cimadevilla. El 6 de julio de 1793 ingresó ahí con 48 años, donde se convirtió en sor Josefa de San Juan Bautista donde dio vida a la Enseñanza Caritativa de Nuestra Señora de los Dolores, una escuela para niñas en situación desfavorecida.
Ya en el convento, Josefa sufre una grave enfermedad. Algunos autores relacionan esta enfermedad con la noticia que conoce allí de que su hermano Melchor de Jovellanos está encarcelado en la prisión mallorquina de Bellver. Su salud se agrava, pierde la consciencia y fallece el 7 de junio de 1807.
Las cartas que de ella se conservan son cartas familiares que envió desde el convento a su hermano para paliar su soledad. Además intentó interceder por él aunque no consiguió que Manuel Godoy se apiadase.

## Obras
Josefa de Jovellanos es conocida fundamentalmente por sus poemas de celebración, escritos normalmente en asturiano, en los cuales se adhirió a los planteamientos de la Ilustración. Primera autora cronológica de las letras asturianas, su vida es un claro ejemplo de cómo llevaron los ilustrados sus ideas a la literatura. Ante todo, Josefa de Jovellanos denunció las escandalosas desigualdades que advertía alrededor.

Sus poemas son conocidos fundamentalmente a través de una antología publicada por José Caveda bajo el título Colección de poesías en dialecto asturiano. En esta publicación se recogen, entre otros poemas, las siguientes piezas: Descripción de las funciones con que la villa de Gijón celebró el nombramiento del Excmo. Sr. D. Gaspar de Jovellanos para el ministerio de Gracia y Justicia (1798); Descripción de las funciones con que la ciudad de Oviedo celebró la coronación de Carlos IV y A las fiestas que se preparaban en Oviedo para la coronación de Carlos IV. Este no es tanto un poema laudatorio sino más bien un poema de crítica social, usando para ello la ironía: 
Dixo que el Rei y la Reina
era gente d´emportanza, todos dixeron amén
y yo di una carcaxada.
También se lamenta del despilfarro que suponen los festejos para celebrar la coronación de Carlos IV cuando el pueblo está muriéndose de hambre.
De fame anda la xente espavorida;
lles llágrimes ñon más tien por vianda,
y ñon pueden a cuestes cola vida.
Dado que es considerada una de las autoras de referencia de la literatura asturiana, el actualmente más prestigioso y longevo premio de novela en este idioma lleva su nombre, se trata del Premio Xosefa Xovellanos organizado anualmente por la Consejería de Cultura del Principado de Asturias.

## Reconocimientos
- El Ayuntamiento de Gijón decidió dedicar una calle de la localidad, a la escritora asturiana. En concreto, se modificó el nombre que tenía la calle de la Argandona –en referencia al apellido de su marido– por el suyo de Josefa de Jovellanos.[6]